# تاتیانا اوگریزکو
تاتیانا اوگریزکو (به انگلیسی: Tatiana Ogrizko) ژیمناست زادهٔ ۲۸ مهٔ ۱۹۷۶ میلادی اهل کشور بلاروس است.